# Hugh O'Brian
Hugh O`Brian (Rochester, Nova Iorque, 19 de abril de 1925 - Beverly Hills, Califórnia, 5 de setembro de 2016) foi um ator norte-americano.
Foi descoberto para a televisão pela atriz e diretora Ida Lupino, que lhe abriu as portas para um contrato com a Universal Studios, mas permaneceu restrito a papéis secundários em filmes como Red Ball Express, Son of Ali Baba e Seminole. Ao término do contrato com a Universal, em 1955, conseguiu um grande sucesso na televisão com a série The Life and Legend of Wyatt Earp exibida em um período de seis anos. Seguiu também a carreira de cantor e atuou em espetáculos da Broadway. Permaneceu como astro nos anos 60 e 70, com muitos trabalhos no teatro e na televisão. Um solteiro convicto, casou-se em 2006, aos 81 anos, com Virginia Barber, companheira de um relacionamento de 18 anos.

## Filmografia
- 1948 – Kidnapped
- 1949 – Oboler Comedy Theatre: Dog's Eye View (Episódio de TV)
- 1949 – Never Fear
- 1950 – Fireside Theatre: Miggles (Episódio de TV)
- 1950 – Beyond the Purple Hills
- 1950 – D.O.A.  (Não creditado)
- 1950 – Rocketship X-M
- 1950 – The Return of Jesse James
- 1951 – Fireside Theatre: The Eleventh Hour (Episódio de TV)
- 1951 – Fireside Theatre: Shifting Sands (Episódio de TV)
- 1951 – Fireside Theatre: Going Home (Episódio de TV)
- 1951 – Buckaroo Sheriff of Texas
- 1951 – Cave of Outlaws
- 1951 – Fighting Coast Guard
- 1951 – On the Loose
- 1951 – Little Big Horn (Massacrados)
- 1951 – Vengeance Valley (Ousadia)
- 1952 – Red Ball Express
- 1952 – Sally and Saint Anne
- 1952 – Son of Ali Baba
- 1952 – The Battle at Apache Pass
- 1952 – The Cimarron Kid
- 1952 – The Raiders
- 1952 – Yankee Buccaneer  (Não creditado) (Narrador)
- 1953 – Back to God's Country
- 1953 – Meet Me at the Fair
- 1953 – Seminole
- 1953 – The Lawless Breed
- 1953 – The Man from the Alamo
- 1953 – The Stand at Apache River
- 1954 – Hallmark Hall of Fame: Moby Dick (Episódio TV)
- 1954 – Letter to Loretta: Double Trouble  (Episódio TV)
- 1954 – Letter to Loretta: Guest in the Night  (Episódio TV)
- 1954 – Letter to Loretta: Three Minutes Too Late (Episódio TV)
- 1954 – Studio 57: Storm Signal  (Episódio TV)
- 1954 – Broken Lance (A lança partida)
- 1954 – Drums Across the River
- 1954 – Fireman Save My Child
- 1954 – Saskatchewan (Pacto de honra)
- 1954 – Taza, Son of Cochise (Herança sagrada) (Voz)  (Não creditado)
- 1954 – There's No Business Like Show Business
- 1955 – Celebrity Playhouse: A Very Big Man (Episódio de TV)
- 1955 – Damon Runyon Theater: A Light in France (Episódio de TV)
- 1955 – Letter to Loretta: Feeling No Pain (Episódio de TV)
- 1955 – Stage 7: Billy and the Bride (Episódio de TV)
- 1955 – Studio 57: The Engagement Ring (Episódio de TV)
- 1955 – The Life and Legend of Wyatt Earp – Série de TV
- 1955 – The Millionaire: The Luke Fortune Story  (Episódio de TV)
- 1955 – The Twinkle in God's Eye
- 1955 – White Feather (A lei do bravo)
- 1956 – The Star and the Story: Arab Duel (Episódio de TV)
- 1956 – The Brass Legend (Fama de valente)
- 1957 – Playhouse 90: Invitation to a Gunfighter (Episódio de TV)
- 1957 – The Christophers: As You Make It (Episódio de TV)
- 1957 – The Ford Television Theatre: Ringside Seat (Episódio de TV)
- 1958 – Playhouse 90: Reunion (Episódio de TV)
- 1958 – The Fiend Who Walked the West (O terror do oeste)
- 1959 – Westinghouse Desilu Playhouse: Chain of Command (Episódio de TV)
- 1959 – Alias Jesse James (Valentão é apelido) (Não creditado)
- 1960 – General Electric Theater: The Graduation Dress (Episódio de TV)
- 1960 – Westinghouse Desilu Playhouse: Circle of Evil (Episódio de TV)
- 1960 – The Secret World of Eddie Hodges  (TV)
- 1961 – Play of the Week: The Wingless Victory (Episódio de TV)
- 1961 – Sunday Showcase: Our American Heritage: The Secret Rebel (Episódio de TV)
- 1961 – The Dick Powell Show: Up Jumped the Devil  (Episódio de TV)
- 1961 – Feathertop  (TV)
- 1962 – Alcoa Premiere: The Rules of the Game (Episódio de TV)
- 1962 – The Alfred Hitchcock Hour: Ride the Nightmare (Episódio de TV)
- 1962 – The Virginians: The Executioners (Episódio de TV)
- 1963 – Perry Mason: The Case of the Two-Faced Turn-a-bout  (Episódio de TV)
- 1963 – The Greatest Show on Earth: Garve (Episódio de TV)
- 1963 – Come Fly with Me  (Vem voar comigo)
- 1964 – Bob Hope Presents the Chrysler Theatre: Runaway (Episódio de TV)
- 1964 – Vacation Playhouse: The Graduation Dress (Episódio de TV)
- 1965 – Bob Hope Presents the Chrysler Theatre: Exit from a Plane in Flight (Episódio de TV)
- 1965 – Kraft Suspense Theatre: In Darkness, Waiting – Primeira Parte (Episódio de TV)
- 1965 – Kraft Suspense Theatre: In Darkness, Waiting – Segunda Parte (Episódio de TV)
- 1965 – The Red Skelton Show: Episode#14.22 (Episódio de TV)
- 1965 – Love Has Many Faces  (O amor tem muitas faces)
- 1965 – Ten Little Indians (E não sobrou nenhum)
- 1965 – Assassinio made in Italy
- 1965 – In Harm's Way (A primeira vitória) (Não creditado)
- 1966 – Preview Tonight: Great Bible Adventures: Seven Rich Years and Seven Lean (Episódio de TV)
- 1966 – Ambush Bay (A baía da emboscada)
- 1967 – Africa - Texas Style!
- 1967 – Dial M for Murder  (TV)
- 1968 – Hallmark Hall of Fame: A Punt, a Pass, and a Prayer (Episódio de TV)
- 1969 – Strategy of Terror (TV)
- 1970 – Swing Out, Sweet Land  (TV)
- 1970 – Wild Women  (TV)
- 1971 – Harpy  (TV)
- 1972 – Search (série de TV) – Série de TV
- 1972 – Probe  (TV)
- 1973 – Police Story: Collision Course (Episódio de TV)
- 1973 - The Game of Death (Papel secundário no filme de Bruce Lee)
- 1975 – Murder on Flight 502  (TV)
- 1976 – Charlie's Angels: Lady Killer (Episódio de TV)
- 1976 – Good Heavens: A Night with Brockton (Episódio de TV)
- 1976 – Police Story: Open City (Episódio de TV)
- 1976 – Killer Force
- 1976 – The Shootist (O último pistoleiro)
- 1977 – Police Story: Spitfire (Episódio de TV)
- 1977 – Benny and Barney: Las Vegas Undercover  (TV)
- 1977 – Fantasy Island (A ilha da fantasia) (Telefilme Piloto)
- 1977 – Murder at the World Series  (TV)
- 1978 – Greatest Heroes of the Bible: David & Goliath  (Episódio de TV)
- 1978 – Game of Death
- 1978 – Cruise Into Terror  (TV)
- 1979 – Fantasy Island: Cowboy/Substitute Wife (Episódio de TV)
- 1979 – The Seekers  (TV)
- 1980 – Fantasy Island: Crescendo/Three Feathers (Episódio de TV)
- 1980 – Fantasy Island: PlayGirl/Smith's Valhalla (Episódio de TV)
- 1982 – Fantasy Island: House of Dolls/Wuthering Heights (Episódio de TV)
- 1982 – Matt Houston: The Kidnapping  (Episódio de TV)
- 1982 – The Love Boat: April in Boston/Saving Grace/Breaks of Life (Episódio de TV)
- 1982 – Bush Doctor  (TV)
- 1988 – Doin' Time on Planet Earth
- 1988 – Twins (br.: Irmãos gêmeos)
- 1989 – Paradise: Home Again (Episódio de TV)
- 1989 – Paradise: A Gather of Guns (Episódio de TV)
- 1990 – Murder, She Wrote: A Body to Die For (Episódio de TV)
- 1990 – Gunsmoke: The Last Apache  (TV)
- 1991 – The Gambler Returns: The Luck of the Draw  (TV)
- 1993 – L.A. Law: Odor in the Court (Episódio de TV)
- 1994 – Wyatt Earp: Return to Tombstone